# Обстріл Харкова касетними боєприпасами (28 лютого 2022)
Обстріл Харкова касетними боєприпасами 28 лютого 2022 — серія ракетних ударів Збройних сил РФ, внаслідок якої загинуло 9 мирних жителів і ще 37 було поранено. Обстріл з використанням касетних боєприпасів був здійснений під час битви за Харків, в рамках російського вторгнення в Україну 2022 року. Через невибірковий характер цієї зброї, яка використовується в густонаселених районах, Human Rights Watch назвала ці удари можливим воєнним злочином.

## Атака
28 лютого 2022 року під час битви за Харків близько 10:00 російська армія випустила ракети «Град» по трьох різних житлових районах Харкова. Загинули дев'ять мирних жителів. Четверо людей загинули, коли вийшли з притулку, щоб набрати води та піти по магазинах між комендантською годиною; сім'я з двох батьків і трьох дітей згоріла живцем у своєму автомобілі. Постраждалими були житлові будинки та дитячий майданчик, розкидані між Індустріальним та Шевченківським районом. Вибухи в місті зафіксували ще о 14:23.

## Розслідування
Human Rights Watch розслідувала напад і дійшла висновку, що російські окупаційні війська застосували касетні ракети БМ-30 «Смерч», які розкидують у повітрі десятки касетних бойових елементів.
Міжнародний договір[який?] забороняє касетні боєприпаси через їх широку шкоду та небезпеку для цивільного населення. Оскільки в радіусі 400 метрів від цих ударів не було військових цілей, а також через невибірковий характер цієї зброї, яка використовується в густонаселених районах, Human Rights Watch припускає, що це може бути російським воєнним злочином.
Розслідування журналістів телеканалу CNN встановило, що до цього обстрілу можуть бути причетні військовослужбовці російської 79-ї реактивної артилерійської бригади, зі складу Західного військового округу РФ під командуванням генерал-полковника Олександра Журавльова.